# Chormanagement
Chormanagement ist ein Teilbereich des Musikmanagements und Kulturmanagements und bezeichnet die strategische und organisatorische Führung eines Chores. Im Chormanagement werden die strukturellen Grundlagen innerhalb eines Chores geschaffen, auf denen sich die künstlerische Arbeit aufbauen und weiterentwickeln kann. Für die Leistungsfähigkeit eines modernen Chores ist eine professionelle Teamarbeit zwischen Chormanagement und musikalischer Leitung unabdingbar.
Chormanagement kann sowohl die Leitungsfunktionen im Chor bezeichnen, als auch die Personen, die diese Funktion ausüben und entsprechende Chormanagementkompetenzen benötigen.

## Ausbildung und Beschäftigungsverhältnis
Die Berufsausbildung zum Chormanager ist nicht geschützt. Viele in diesem Beruf Tätige sind selbst Chorsänger und wegen eines akuten Bedarfs – also eher ungeplant – nach einiger Zeit in das Management ihres Ensembles eingetreten.
In Deutschland kann Musik- und Kulturmanagement als Hochschulstudium mit dem Abschluss Bachelor of Arts und Master of Arts studiert werden. Zusatzqualifikationen im Bereich Chormanagement kann man in Deutschland u. a. beim WDR, der Deutschen Chorjugend, der Bundesakademie für kulturelle Bildung Wolfenbüttel, der Chor.com, auf der Polyfollia oder der Konrad-Adenauer-Stiftung erwerben. Im Internat des Windsbacher Knabenchors erhalten Schüler bereits in der gymnasialen Oberstufe Seminarangebote im Bereich des Chormanagements.
Die Beschäftigungsverhältnisse reichen von Festanstellungen über Tätigkeiten auf Honorarbasis bis hin zu ehrenamtlicher Tätigkeit.

## Arbeitsbereiche
Die Tätigkeitsfelder im Chormanagement sind sehr vielfältig und lassen sich in mehrere Arbeitsbereiche aufgliedern, die allerdings nicht zwingend von einer Person ausgeführt werden müssen und je nach Art und Ambitionen des Chores unterschiedlich gewichtet ausfallen.
Allgemeine Administration
- Leitung/Mitarbeit in der Geschäftsstelle und Geschäftsführung
- Akquise und Verwaltung der Fördermittel und Spenden
- Fundraising, Aushandeln von Sponsoring
- Buchhaltung, Steuerrecht
- Stakeholder-Management

Chorspezifische Administration
- Verhandlungen mit Konzertveranstaltern; Booking
- Korrespondenz und Verhandlungen mit Dirigenten, Solisten und Ensembles
- Koordination von CD/DVD-Produktionen
- Musikrecht, Bearbeitung von GEMA, Künstlersozialkasse, Künstlerverträgen und Sozialversicherungen
- Tourneemanagement, Reiseorganisation, Termin- und Konzertplanungen

Innenwirkung
- Mitgliederpflege und -werbung, Nachwuchsarbeit
- Kontaktpflege zu den Chormitgliedern, Motivation der Sänger
- Leitung und Moderation von Sitzungen und Versammlungen, Beachtung des Vereinsrechts
- Interne Korrespondenz
- Umgang im Konflikt- und Zeitmanagement

Außenwirkung
- Zusammenarbeit mit (Chor-)Verbänden
- organisatorische Unterstützung der musikalischen und strategischen Ausrichtung, Marktforschung
- externe Korrespondenz
- Marketing, Presse- und Öffentlichkeitsarbeit, Werbung

Qualitätssicherung
- Erstellen und Aufrechterhalten einer Corporate Identity

Da Musik und Kultur Wirtschaftsfaktoren sind, stehen Chormanager vor der Aufgabe, ihre Chöre mit kulturpolitischen, kulturellen und künstlerischen Zielen im Kontext politischer und ökonomischer Nutzenkonkurrenz zu positionieren. In der zunehmend pluralistischen Gesellschaft mit ihrer immer stärker werdenden Kommerzialisierung ist dem Chormanagement eine immer größere Aufmerksamkeit zugefallen.
Oftmals werden Teilbereiche des Chormanagements von Chordirigenten mit ausgeübt. So auch bei Simon Halsey, Chefdirigent des Rundfunkchors Berlin:
„Deshalb besteht ein Großteil der Arbeit eines Chorleiters aus Tätigkeiten, die mit der Musik selbst überhaupt nichts zu tun haben – ohne die die Musik aber überhaupt nicht stattfinden könnte. […] Konzertprogramme müssen geplant, Noten bestellt, Räume gemietet und eingerichtet werden, Gelder beschafft, Plakate gedruckt, Tickets verkauft werden auch die Sänger selbst bringen einen gewissen Verwaltungsaufwand mit sich. […] Auch ich verbringe die Hälfte meiner Zeit mit Organisation und Planung, viele Stunden jeden Tag; und ich tue das gern.“